# Charles Caryl Coleman
Charles Caryl Coleman (Buffalo, 1840 – Capri, 1928) è stato un pittore statunitense.

## Biografia

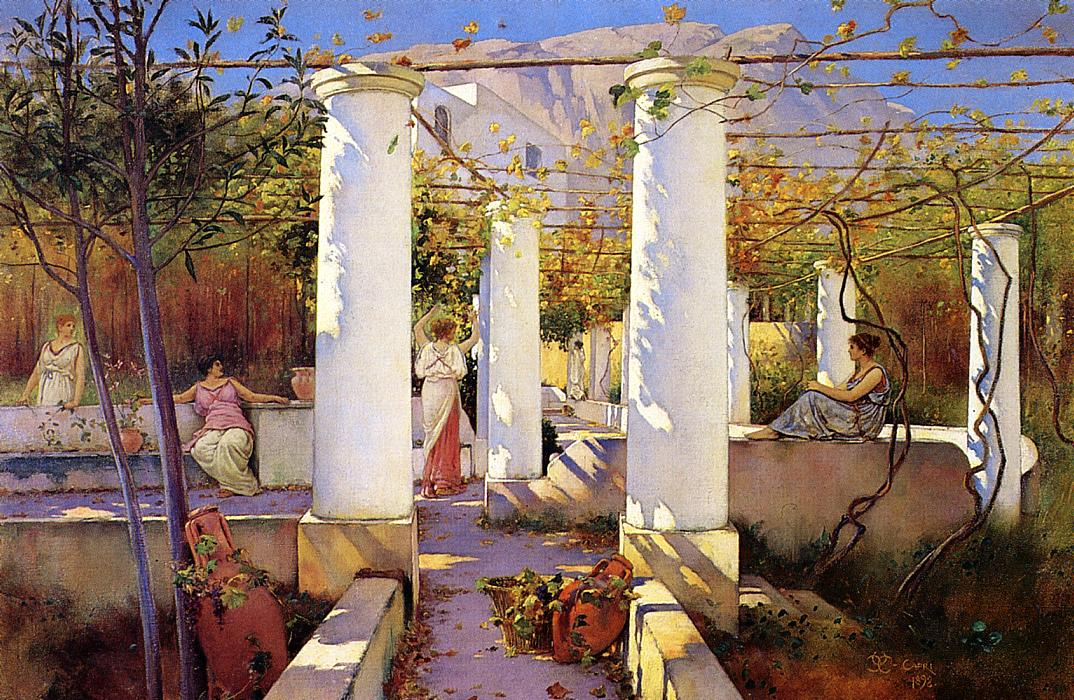
All'ombra dei vigneti a Capri (1898)

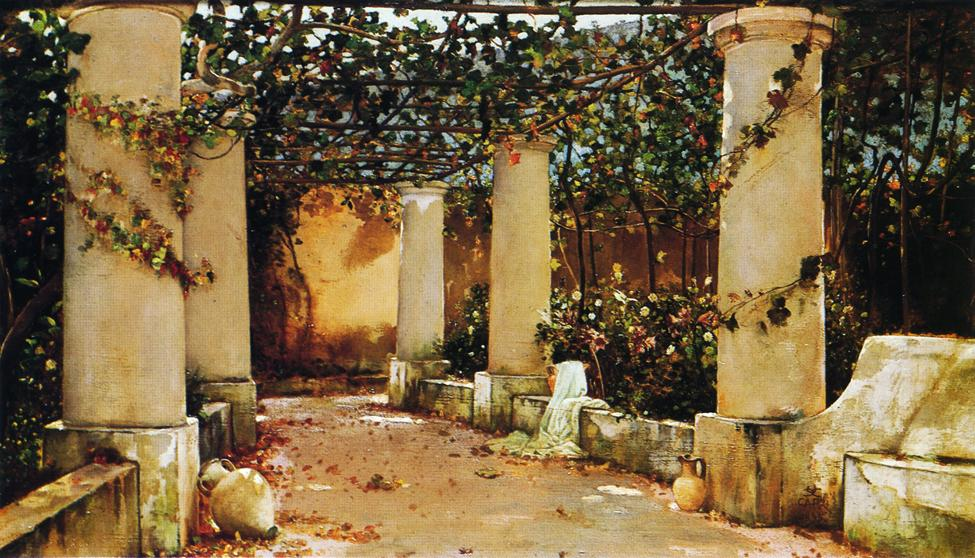
Villa Castello, Capri (1895)

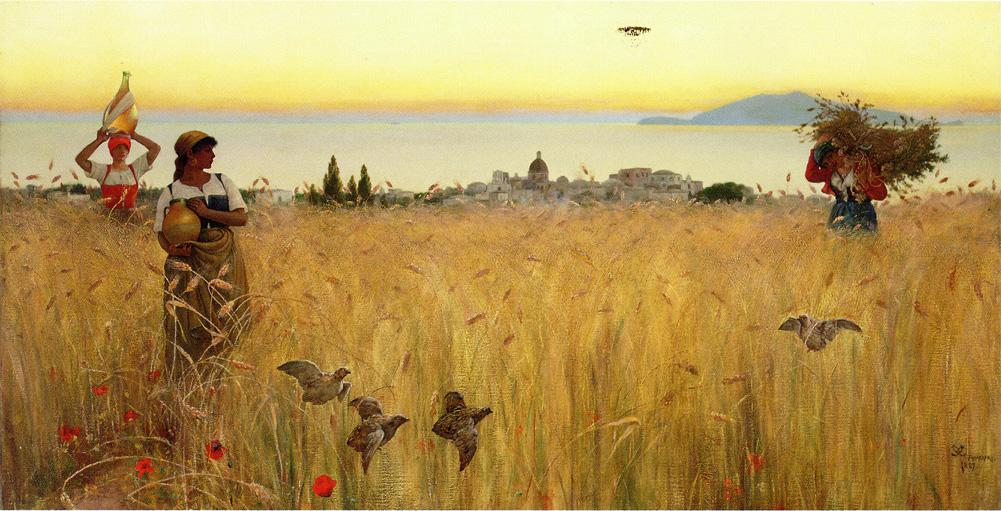
Donne nei campi di grano ad Anacapri (1887). Nel 2004 fu venduto all'asta da Christie's per $600,000.

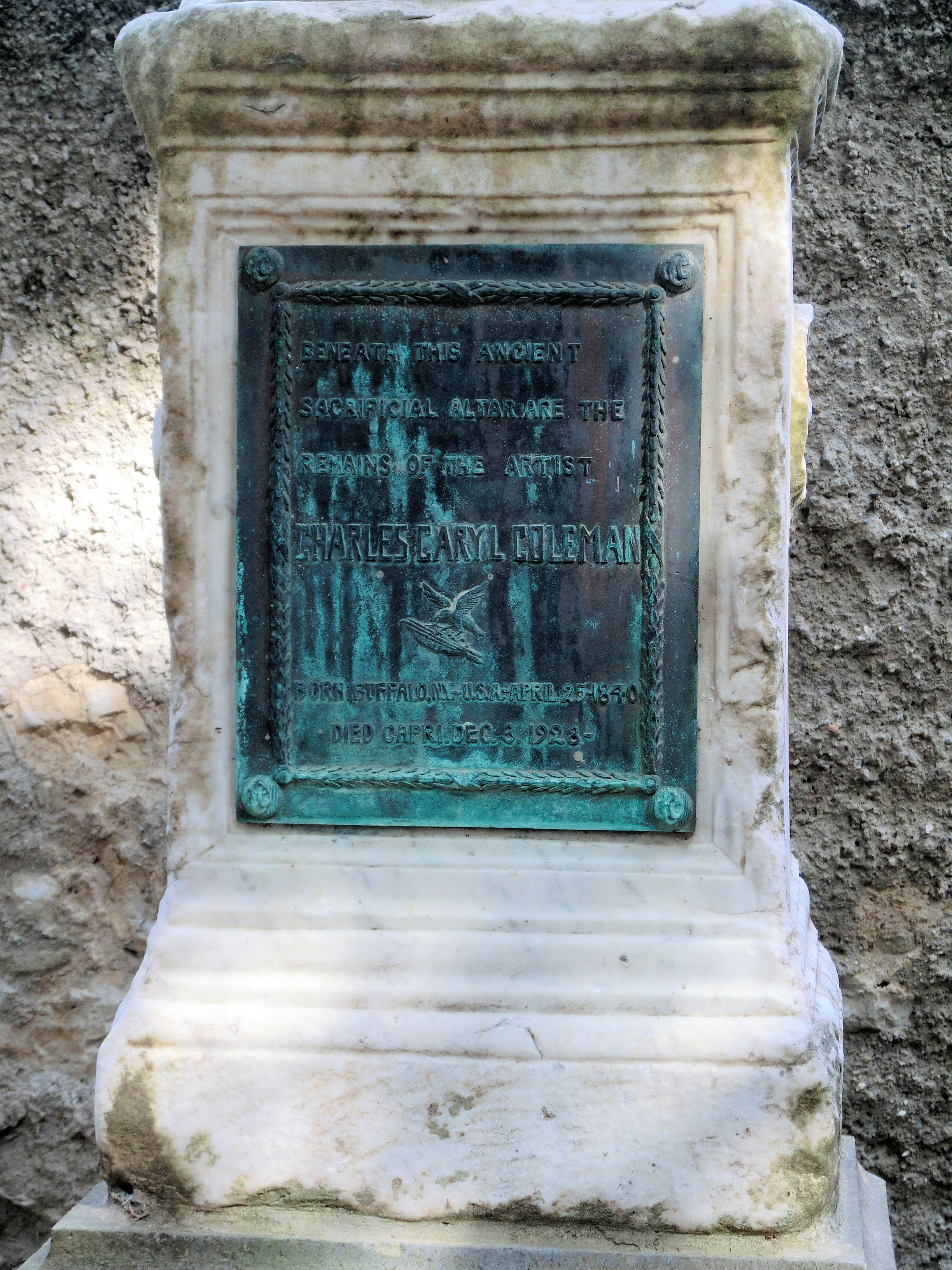
Tomba di Coleman a Capri

Nato negli Stati Uniti d'America, aveva origini italiane. Cresciuto a Buffalo, nello stato di New York, studiò arte sotto William Holbrook Beard e l'artista itinerante Andrew Andrews (il cui vero nome era Isaacs).
Dal 1859 al 1862, Coleman studiò a Parigi sotto Thomas Couture, per rientrare negli USA a prestare servizio nell'Esercito dell'Unione in occasione della guerra di secessione americana, nel corso della quale rimase gravemente ferito e ricoverato a New York. Nel 1866 rientrò in Europa con i colleghi pittori William Morris Hunt ed Elihu Vedder. Nel 1865 venne eletto membro associato della National Academy of Design.
Dopo aver trascorso vario tempo a Parigi ed in Gran Bretagna, si trasferì a Roma, nell'appartamento che era stato abitato da John Keats, prima di trasferirsi poi definitivamente a Capri. Qui, nel 1870, trasformò l'ex convento di Santa Teresa in Villa Narcissus. Una parte della villa era dedicata a "palazzo d'arte", con antichità e con i propri dipinti.  La villa fu poi acquistata da Rose O'Neill, artista statunitense e sua amica, che gli permise di viverci per il resto dei suoi giorni ed egli vi restò fino alla morte.
Le sue opere furono esposte negli Stati Uniti ed in Inghilterra.

## Opere
- Studio dell'amico Elihu Vedder
- Ritratto di Walter Savage Landor.
- Cavalli di bronzo di San Marco a Venezia (1876, Whitney Museum of American Art).
- Il Vesuvio da Pompeii (data ignota, Detroit Institute of Arts)
- L'eruzione del Vesuvio del 1906 (data ignota, Brooklyn Museum)
- Disegni murali per la chiesa di Sant'Ignazio di Loyola a New York City per il Dipartimento ecclesiastico della Tiffany Glass and Decorating Company.[3]